# Bersagliere (cacciatorpediniere 1939)
Il Bersagliere è stato un cacciatorpediniere della Regia Marina.

## Storia
La nave costruita negli stabilimenti dei Cantieri Navali Riuniti di Palermo dove il suo scafo venne impostato sugli scali il 21 aprile 1937, è stata varata il 3 luglio 1938 entrando in servizio il 1º aprile 1939. Nel breve periodo prebellico effettuò attività addestrativa e di rappresentanza partecipando alla rivista navale del 1939 nel Golfo di Napoli in onore del reggente di Jugoslavia.
Dopo un breve periodo di assegnazione alla XII Squadriglia Cacciatorpediniere nel 1939, all'inizio della seconda guerra mondiale faceva parte della XIII Squadriglia cacciatorpediniere, che formava insieme ai gemelli Granatiere, Fuciliere ed Alpino.
Il 7 luglio 1940, alle 12.35, lasciò Palermo insieme alle unità sezionarie ed alla VII Divisione incrociatori (Eugenio di Savoia, Duca d’Aosta, Attendolo e Montecuccoli), congiungendosi poi con il resto della II Squadra Navale (incrociatore pesante Pola, Divisioni incrociatori I, II e III per un totale di 7 unità e squadriglie cacciatorpediniere IX, X, XI e XII) che, dopo aver funto da forza di appoggio ad un'operazione di convogliamento per la Libia, si unì alla I Squadra e partecipò alla battaglia di Punta Stilo del 9 luglio; tuttavia la VII Divisione (e con essa la XIII Squadriglia) si congiunse in ritardo con il resto della formazione italiana, a scontro già in corso, avendo così un ruolo solo marginale nella battaglia.
Tra il 30 luglio ed il 1º agosto fornì scorta indiretta – insieme ad Ascari, Granatiere e Fuciliere, agli incrociatori Pola, Zara, Fiume, Gorizia, Trento, Da Barbiano, Alberto di Giussano, Eugenio di Savoia, Duca degli Abruzzi, Attendolo, Montecuccoli ed alle Squadriglie Cacciatorpediniere IX, XII e XV per un totale di 11 unità – a due convogli per la Libia, che videro in mare complessivamente 10 mercantili, 4 cacciatorpediniere e 12 torpediniere.
Intorno a mezzogiorno del 27 novembre salpò da Napoli insieme alle corazzate Giulio Cesare e Vittorio Veneto, al resto della XIII Squadriglia ed alla VII Squadriglia cacciatorpediniere (Freccia, Dardo, Saetta), prendendo poi parte all'inconclusiva battaglia di Capo Teulada.
L'8 febbraio 1941 salpò da La Spezia insieme alle altre unità della XIII Squadriglia, alla X Squadriglia (Maestrale, Grecale, Libeccio, Scirocco) ed alle corazzate Vittorio Veneto, Cesare e Doria per intercettare la formazione britannica diretta a Genova per bombardare tale città; l'indomani la squadra italiana si congiunse alla III Divisione incrociatori (Trento, Trieste, Bolzano) che con i cacciatorpediniere Carabiniere e Corazziere era partita da Messina, ma non riuscì né ad impedire il bombardamento, né ad individuare le navi inglesi.
Nella mattina del 27 marzo rimpiazzò, con il resto della XIII Squadriglia, la X Squadriglia (Maestrale, Grecale, Libeccio, Scirocco) nella scorta della corazzata Vittorio Veneto, che con varie altre unità – Divisioni incrociatori I (Zara, Pola, Fiume), III (Trento, Trieste, Bolzano) e VIII (Garibaldi e Duca degli Abruzzi), Squadriglie cacciatorpediniere IX (Alfieri, Oriani, Gioberti, Carducci), XVI (Da Recco, Pessagno), XII (Corazziere, Carabiniere, Ascari) – destinata a partecipare all'operazione «Gaudo», poi sfociata nella disastrosa battaglia di Capo Matapan, conclusasi con la perdita di tutta la I Divisione e dei cacciatorpediniere Alfieri e Carducci. Durante tale battaglia le navi della XIII Squadriglia scortarono la Vittorio Veneto, danneggiata da un aerosilurante, difendendola con il proprio fuoco contraereo.
L'11 maggio fece di nuovo parte della scorta indiretta, insieme agli incrociatori leggeri Bande Nere, Cadorna, Duca degli Abruzzi e Garibaldi ed ai cacciatorpediniere Alpino, Fuciliere, Scirocco, Maestrale, Da Recco, Pancaldo, Pessagno ed Usodimare, ad un convoglio formato dai mercantili Preussen, Wachtfels, Ernesto, Tembien, Giulia e Col di Lana e che fruiva della scorta diretta dei cacciatorpediniere Dardo, Aviere, Geniere, Grecale e Camicia Nera: salpate da Napoli, le navi giunsero a Tripoli il 14.
Dal 19 al 21 maggio, funse da scorta indiretta, insieme agli incrociatori Duca degli Abruzzi e Garibaldi ed ai cacciatorpediniere Granatiere ed Alpino, ad un convoglio per Tripoli (mercantili Preussen, Sparta, Capo Orso, Castelverde e Motia, navi cisterna Panuco e Superga, cacciatorpediniere Euro, Folgore, Fulmine, Strale e Turbine); il convoglio giunse a destinazione senza perdite, nonostante attacchi subacquei.
Il 3 giugno prese il mare da Palermo per far parte, insieme a Granatiere, Fuciliere ed Alpino ed agli incrociatori Duca degli Abruzzi e Garibaldi, della scorta indiretta del convoglio «Aquitania» (mercantili Aquitania, Caffaro, Nirvo, Montello, Beatrice Costa e la nave cisterna Pozarica, in rotta Napoli-Tripoli con la scorta dei cacciatorpediniere Dardo, Aviere, Geniere e Camicia Nera e della torpediniera Missori); il 4 giugno, mentre le navi si trovavano ad una ventina di miglia dalle isole Kerkenna, furono attaccate da aerei che colpirono il Montello, che esplose senza lasciare superstiti, e la Beatrice Costa, che, irrimediabilmente danneggiata, dovette essere abbandonata ed affondata dal Camicia Nera.
Il 28 luglio uscì in mare unitamente al Granatiere ed all'VIII Divisione incrociatori (Garibaldi e Montecuccoli) per proteggere gli otto convogli in navigazione tra Italia e Libia; il sommergibile inglese Upholder silurò il Garibaldi, arrecandogli gravi danni.
Il 24 settembre 1941, insieme a Granatiere, Fuciliere e ad un altro cacciatorpediniere aggregato alla XIII Squadriglia, il Gioberti) lasciò Napoli insieme alle corazzate Vittorio Veneto e Littorio ed alla XIV Squadriglia cacciatorpediniere (Folgore, da Recco, Pessagno) per intercettare un convoglio britannico, ma non vi riuscì.
L'8 ottobre, alle 22.20, salpò da Napoli per scortare in Libia, insieme a Granatiere, Fuciliere ed Alpino (sui poi si aggiunse la vecchia torpediniera Cascino proveniente da Trapani), il convoglio «Giulia», composto dalla nave cisterna Proserpina e dai trasporti Giulia, Bainsizza, Nirvo, Zena e Casaregis; il Bainsizza ed il Nirvo, colti da avarie, dovettero però riparare a Trapani mentre il 12 ottobre, alle 22.25, aerosiluranti inglesi dell'830° Squadron attaccarono il convoglio ed affondarono lo Zena ed il Casaregis (rispettivamente in 34°52' N e 12°22' E e 34°10' N e 12°38' E): il convoglio «Giulia» fu il primo convoglio a cadere vittima delle decrittazioni operate dall'organizzazione Ultra.
Nella mattinata dell'8 novembre 1941 il Bersagliere salpò da Messina insieme alla III Divisione (Trento e Trieste) e a Granatiere, Fuciliere ed Alpino per fungere da scorta indiretta del convoglio «Duisburg»: tale convoglio, formato dai trasporti Duisburg, San Marco, Sagitta, Maria, Rina Corrado, Conte di Misurata e Minatitlan (con a bordo in tutto 34.473 t di rifornimenti, 389 automezzi, 243 uomini) era diretto a Tripoli con la scorta dei cacciatorpediniere Maestrale, Grecale, Libeccio, Fulmine, Euro e Alfredo Oriani. Nella notte successiva il convoglio fu attaccato e distrutto dalla "Forza K" britannica (incrociatori leggeri Aurora e Penelope e cacciatorpediniere Lance e Lively): vennero affondati tutti i mercantili e il Fulmine, mentre il Grecale riportò gravi danni. Alle 00.40 del 9 novembre – diciassette minuti prima dell'inizio del combattimento – il Bersagliere (che, con il resto della scorta indiretta, procedeva a 12 nodi a poppavia del convoglio, verso est, a 4.000-5.000 metri da esso) fu la prima nave italiana ad avvistate le unità della Forza K e lanciò il segnale di scoperta, che fu però ricevuto dalla nave ammiraglia – il Trieste – e su quella caposcorta – il Maestrale – solo a scontro già in corso; dopo l'avvistamento il cacciatorpediniere italiano aprì il fuoco con gli Ansaldo 120/50 tra l'1.01 e l'1.05, contro la nave inglese più vicina, un incrociatore e colpendolo più volte sul ponte con scarsi risultati mentre continuava ad approssimarsi ad esso; avvistato e scambiato per un altro dei cacciatorpediniere della scorta diretta, fu bersagliato da poche salve dei pezzi secondari da 102 mm del Penelope. Noncurante dei colpi che lo sfioravano, continuò la sua azione fino a quando, giunto a meno di 4.000 metri dallo scafo nemico, giunse l'ordine dal comando di divisione di interrompere l'attacco e invertire la rotta. Decise allora di ripiegare verso est. Terminato lo scontro e consumatasi la distruzione del convoglio, al Bersagliere non rimase che partecipare, assieme a Maestrale, Oriani, Euro, Alpino e Fuciliere, al salvataggio dei 704 superstiti.
Il 21 novembre 1941 uscì in mare per scortare a Messina, insieme all'incrociatore leggero Garibaldi, l'incrociatore pesante Trieste, silurato e gravemente danneggiato dal sommergibile HMS Utmost durante una missione di scorta indiretta a due convogli per la Libia.
Alle 17.40 del 13 dicembre salpò da Taranto insieme alle corazzate Littorio e Vittorio Veneto, ai tre cacciatorpediniere sezionari ed alle torpediniere Centauro e Clio (formazione poi rinforzata con l'invio dei cacciatorpediniere Vivaldi, Malocello, Da Recco, da Noli e Zeno) fungere da forza di copertura dell'operazione «M 41» (tre convogli per la Libia composti da 6 mercantili, 5 cacciatorpediniere ed una torpediniera), che però fu funestata dagli attacchi sottomarini, che affondarono due trasporti (il Fabio Filzi ed il Carlo del Greco) e danneggiarono seriamente la corazzata Vittorio Veneto.
Il 16 dicembre fece parte, insieme alle corazzate Andrea Doria, Giulio Cesare e Littorio, agli incrociatori pesanti Trento e Gorizia ed ai cacciatorpediniere Granatiere, Maestrale, Fuciliere, Alpino, Corazziere, Carabiniere, Oriani, Gioberti ed Usodimare, della forza di appoggio all'operazione di convogliamento per la Libia «M 42» (due convogli composti in tutto dai mercantili Monginevro, Napoli, Ankara e Vettor Pisani scortati dai cacciatorpediniere Saetta, Da Recco, Vivaldi, Da Noli, Malocello, Pessagno e Zeno, entrambi partiti da Taranto e diretti a Bengasi – l’Ankara ed il Saetta – e Tripoli – le altre unità –); le navi giunsero indenni a destinazione il 18, mentre il gruppo d'appoggio prese parte ad un inconclusivo scontro con una formazione britannica che prese il nome di prima battaglia della Sirte, nella quale il Bersagliere, insieme agli altri C.T della 12ª e 13ª squadriglia, fu protagonista di uno scontro a fuoco con i C.T. di Sua Maestà Britannica verso la fine della Battaglia.
Alle 10.15 del 3 gennaio 1942 salpò da Messina unitamente ai cacciatorpediniere Vivaldi, Da Recco ed Usodimare per scortare a Tripoli, nell'ambito dell'operazione «M 43» (tre convogli per la Libia con in mare complessivamente 6 mercantili, 6 cacciatorpediniere e 5 torpediniere), un convoglio composto dalle moderne motonavi Nino Bixio, Lerici e Monginevro: tutti i mercantili giunsero a destinazione il 5 gennaio.
Il 22 gennaio fece parte – insieme agli incrociatori Attendolo, Duca degli Abruzzi e Montecuccoli ed ai cacciatorpediniere Alpino, Carabiniere e Fuciliere – della forza per l'appoggio ravvicinato all'operazione «T. 18» (un convoglio formato dal trasporto truppe Victoria – partito da Taranto – e dai cargo Ravello, Monviso, Monginevro e Vettor Pisani – salpati da Messina –, con la scorta dei cacciatorpediniere Vivaldi, Malocello, Da Noli, Aviere, Geniere e Camicia Nera e delle torpediniere Orsa e Castore); il convoglio arrivò a Tripoli il 24, subendo però la perdita della Victoria, affondata da due attacchi di aerosiluranti.
All'una di notte del 22 marzo 1942, insieme al resto XIII Squadriglia Cacciatorpediniere (Alpino e Fuciliere, cui era stato temporaneamente aggregato anche il cacciatorpediniere Lanciere), lasciò Messina unitamente agli incrociatori Trento, Gorizia e Bande Nere. Congiuntasi con il resto della squadra navale italiana, la formazione partecipò quindi alla seconda battaglia della Sirte, nella quale il Bersagliere non ebbe un ruolo di rilievo.
Nel corso del 1942 fu inoltre sottoposto a lavori che videro l'eliminazione del pezzo illuminante e l'imbarco di 4 mitragliere da 20 mm e, in seguito, di un ecogoniometro.

Un'altra foto del Bersagliere

Dal 2 luglio di quell'anno fu dislocato a Navarino insieme ai gemelli Alpino, Corazziere e Mitragliere ed agli incrociatori leggeri Garibaldi, Duca d'Aosta e Duca degli Abruzzi (che formavano l'VIII Divisione), permanendovi per quattro mesi: tale formazione sarebbe dovuta intervenire nel caso i convogli in navigazione nell'area centrorientale del Mar Mediterraneo venissero attaccati da navi partite dalle basi mediorientali britanniche, ma non ve ne fu mai la necessità.
Il 16 agosto, insieme al Mitragliere, recuperò l'equipaggio della motonave Lerici, silurata dal sommergibile HMS Porpoise durante la navigazione in convoglio da Brindisi a Bengasi.
Il 31 ottobre partì insieme al gemello Corazziere ed al più anziano Da Recco per trasportare a Tobruch un carico di 250 tonnellate di munizioni (ripartite tra tutte e tre le navi): percorrendo la rotta del Mediterraneo orientale, le tre navi giunsero a destinazione il 2 novembre nonostante un violento attacco aereo (protrattosi per due ore e mezzo) effettuato nella notte tra il 1° ed il 2 novembre.
Alle 22.15 del 15 novembre il Bersagliere ed il Granatiere lasciarono Taranto di scorta alla grande e moderna motonave cisterna Giulio Giordani: si trattava dell'ultima nave cisterna inviata in Libia, con un vitale carico di 7400 tonnellate di carburante e 35 di lubrificanti. Alle otto di sera del 17 novembre aerosiluranti britannici, informati dall'organizzazione Ultra, attaccarono il convoglio a nord di Misurata: Bersagliere e Granatiere cercarono di occultare la grossa motocisterna nelle cortine fumogene, ma due siluri la centrarono trasformandola in un rogo. Dopo inutili tentativi di salvataggio della nave ai due cacciatorpediniere non rimase che raccoglierne i naufraghi e rientrare alla base.

## Affondamento
Il 7 gennaio 1943 si trovava ormeggiato al molo sud del porto di Palermo, quando, a partire dalle 16.25, tale città fu oggetto dell'attacco di dieci bombardieri della Ninth Air Force, con obiettivo il porto. Cinque minuti dopo l'inizio dell'attacco il Bersagliere fu colpito da due bombe, sbandò quasi subito sulla dritta, poi, rapidamente, si abbatté su tale fianco affondando nelle acque del porto. Alcuni uomini rimasero intrappolati all'interno dello scafo, affondato in pochi metri d'acqua, ma non fu possibile salvarli: non poterono che dare un ultimo saluto da dietro gli oblò.
Nell'affondamento del Bersagliere persero in tutto la vita 59 membri del suo equipaggio compreso il comandante della nave, il capitano di fregata Anselmo Lazzarini (nato a Macerata il 26 marzo 1901).
Il cacciatorpediniere aveva sino ad allora effettuato 146 missioni di guerra, percorrendo 53.700 miglia.
In memoria delle vittime dell'affondamento, il molo sud del porto di Palermo venne ribattezzato «Molo C.T. Bersagliere».

Memoriale e targa commemorativa dell'affondamento  del cacciatorpediniere
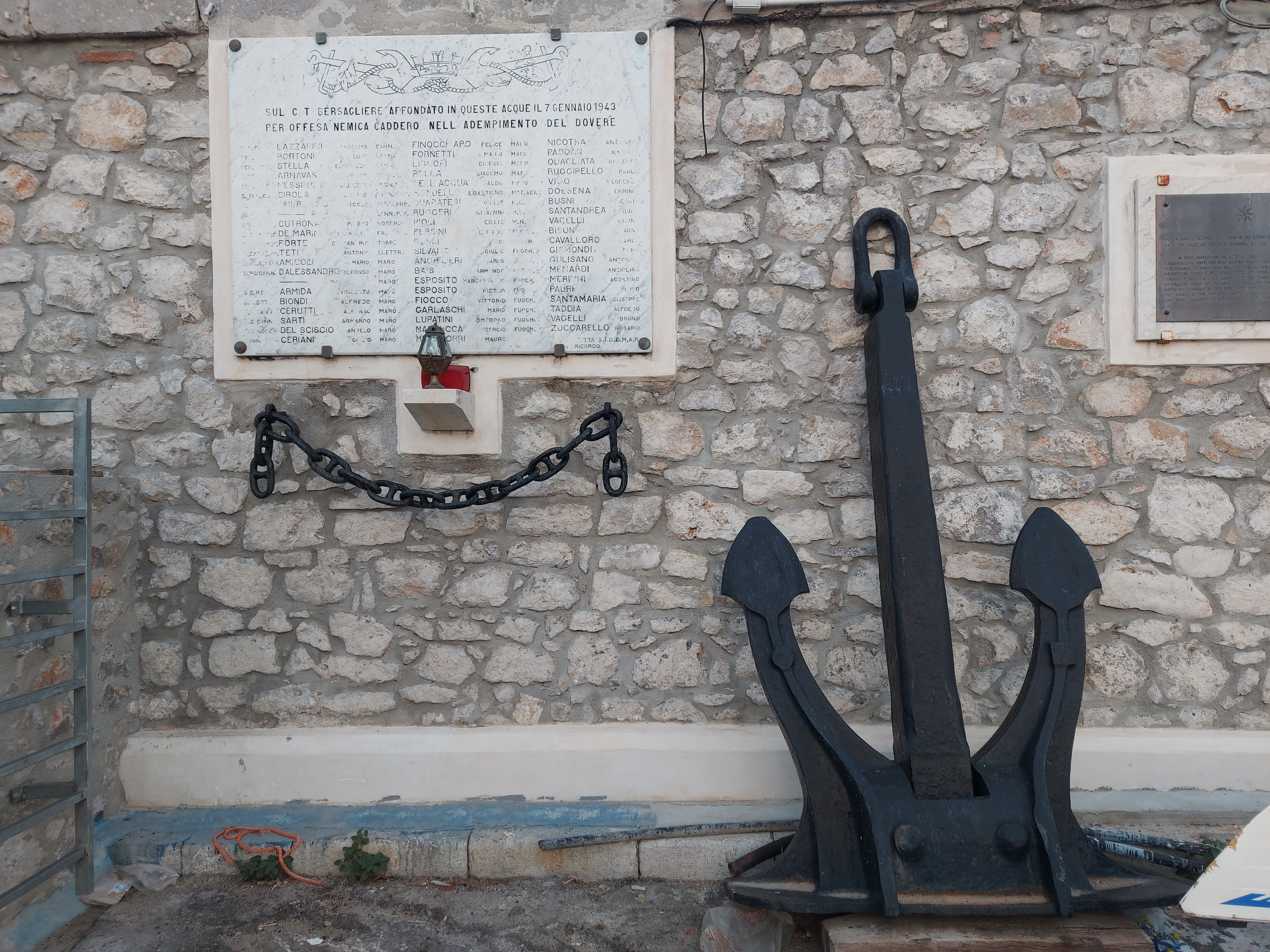
Il memoriale al molo sud del porto di Palermo
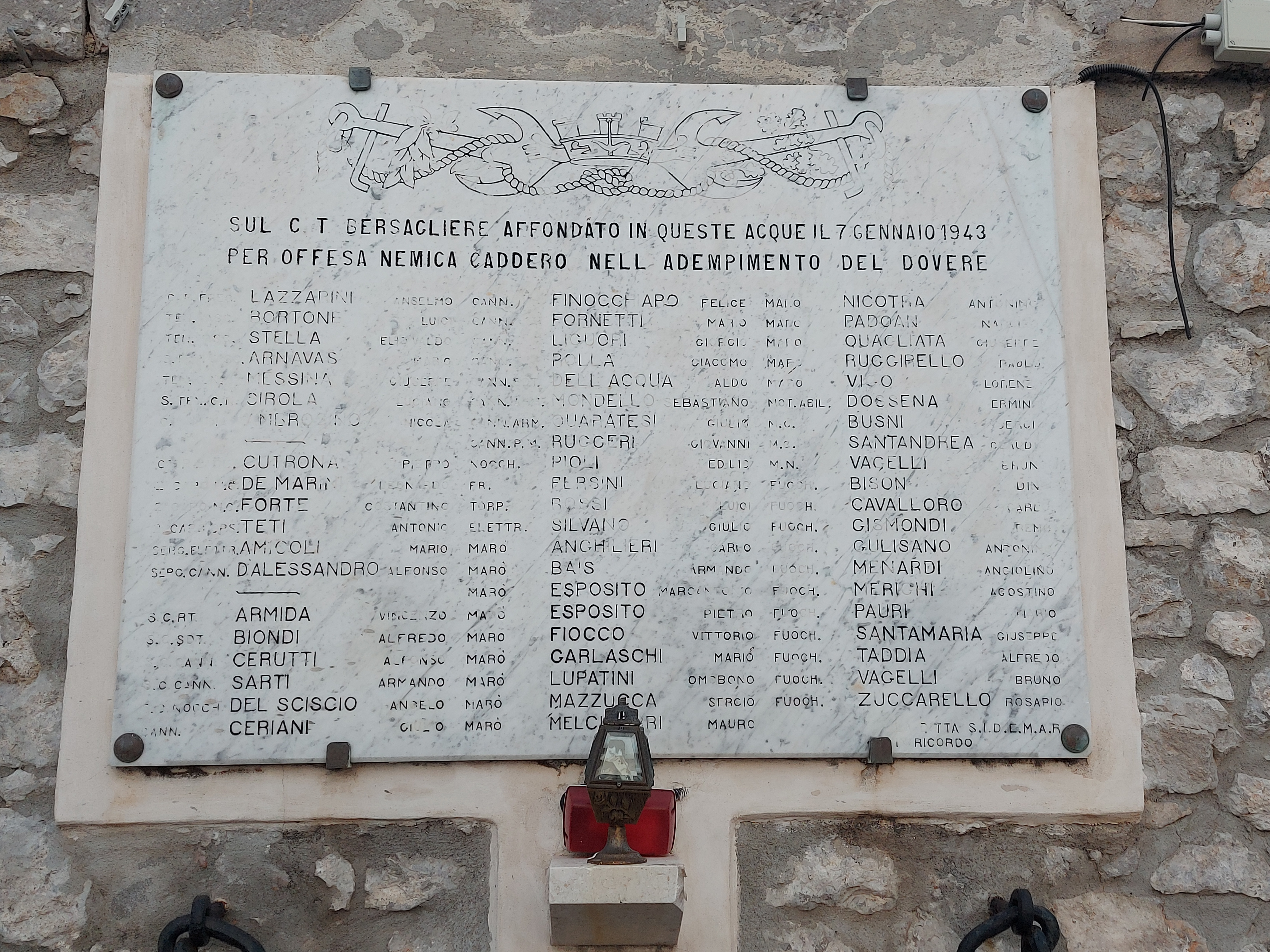
La targa commemorativa con l'elenco dei caduti

## Comandanti
Capitano di fregata Gerolamo Indelicato (nato il 30 luglio 1894) (1º aprile 1939 - 2 aprile 1940)
Capitano di fregata Candido Bigliardi (nato a Poviglio il 26 agosto 1899) (3 aprile - 29 dicembre 1940)
Capitano di fregata Giuseppe De Angioy (nato a Sassari l'11 febbraio 1900) (30 dicembre 1940 - 20 gennaio 1942)
Capitano di fregata Anselmo Lazzarini (nato a Macerata il 26 marzo 1901) (+) (21 gennaio 1942 - 7 gennaio 1943)

## Nome
In precedenza nella Regia Marina il nome "Bersagliere" era stato assegnato a un cacciatorpediniere della classe Soldato che partecipò alla prima guerra mondiale. Oggi il nome, nella Marina Militare, è assegnato a un pattugliatore di squadra della classe Soldati.